# László Lőrinczi (scriitor)
László Lőrinczi (n. 21 ianuarie 1919, Țeline, România – d. 18 decembrie 2011, Settimo San Pietro, Sardinia, Italia) a fost un poet, jurnalist și traducător maghiar din România. A fost fiul lui Ferenc Lőrinczi (1884-1953) și fratele mai mic al lui Ferenc Lőrinczi (1916-1980).

## Biografie
Lőrinczi a absolvit Colegiul Reformat din Cluj (1937), apoi Facultatea de Drept din Cluj (1941), iar mai târziu a urmat studii de filosofie și economie în Italia. A lucrat ca judecător stagiar la Tribunalul Cluj (1942-1946), secretar cultural al Magyar Népi Szövetség la București (1946-1949), redactor fondator al Editurii de stat pentru literatură și artă (1949-1951), colaborator la Romániai Magyar Szó și Művelődési Útmutató. În 1947 s-a mutat, împreună cu familia, la București. A lucrat până la pensionarea sa în 1981 ca director al redacției bucureștene a ziarului Új Élet. Începând din 1990 a fost colaborator la Valóság.
A fost un traducător reputat al literaturii române în limba maghiară, fiind autorul, printre altele, a unei traduceri a romanului Baltagul al lui Mihail Sadoveanu, care a fost publicată în 1960. A tradus, de asemenea, poezii scrise de Giuseppe Ungaretti, Cesare Pavese, Salvatore Quasimodo, precum și romanul Todo modo de Leonardo Sciascia. În 1963 a redactat o antologie multilingvă Arghezi-Brecht-Quasimodo.
László Lőrinczi a fost căsătorit cu harpista italiană Liana Pasquali, cu care a avut o fiică pe nume Marinella Lőrinczi, care a predat mai târziu la Universitatea din Cagliari. A frecventat cercul de studii italiene, fiind prieten cu profesorul Marco Cugno, cu care a păstrat o relație timp de zeci de ani. László Lőrinczi s-a mutat în anul 1998 pe insula Sardinia.

## Scrieri
- A szerető (comedie în trei acte, 1957);
- Itáliai napok (1966);
- Lépések visszhangja (1973);
- Utazás a Fekete Kolostorhoz (1975);
- Hazatérés Lucaniából (Cluj, 1982);
- Közvetítő (eseuri, 1987);
- Zöngés napló. Kriterion, București, 1997;
- Második Napló (Best Company), 2001;
- A lehetetlen kísérlet: Pier Paolo Pasolini árnyékában (Settimo San Pietro, 2002);
- Sárból vétettél (roman, Cluj, 2005);
- A Rhapsody fedélzetén (povestiri, Cluj, 2006);
- Szomszédok (roman, Cluj, 2010);
- Üzenetek Erdélybe (eseuri și note, Cluj, 2010);
- Az alázat ünnepei (o selecție de traduceri literare, ediție bilingvă, Cluj, 2010);
- Három dráma (Cluj, 2011);
- Utazás a Fekete Kolostorhoz (ediția a III-a, revizuită, Cluj, 2011).

## Traduceri din limba română
- Francisc Munteanu: A feleség, roman (1955)
- Mihail Sadoveanu: A Nyestfiak (Frații Jderi), trilogie (1956)
- Mihail Sadoveanu: A balta (Baltagul), roman (1960)
- Mihail Sadoveanu: A parasztkapitány (Neamul Șoimăreștilor), roman (1969)
- Mihail Sadoveanu: Inasévek (Anii de ucenicie) (1980)
- George Călinescu: Egy furcsa lány (1964)
- Tudor Arghezi: Boldogasszony mosolya (1972)
- Tudor Arghezi: Szomjas vagyok, poeme (1980)